# Río Cumbaza
El río Cumbaza un afluente del río Mayo, que discurre desde el Área de conservación regional Cordillera Escalera a más de 1,800 m.s.n.m.
En su cuenca se encuentran diversas especies de flora y fauna de selva alta de montaña, este río nace en las alturas de la cordillera escalera, en el distrito de San Antonio de Cumbaza, cruza el distrito de Morales al oeste, la parte baja del distrito de Tarapoto, así como también en su desembocadura en el distrito de la banda de shilcayo, sus principales afluentes son: el río Shilcayo, y pequeñas quebradas, como Ahuashiyacu y Pucayacu. Como parte de su red hidrográfica se encuentra la laguna de Ricuricocha de 24,405 m2 de espejo de agua.